# Ичери-Чарпанак
Ичери-Чарпанак (арм. Կտուց, Չքատան [Ктуц, Чкатан], тур. Çarpanak Adası) — небольшой остров расположенный возле восточного берега озера Ван (Турция), в 1 км от берега. В длину приблизительно 1,5 км, в ширину 0,5 км. Площадь — 0,14 км². Приблизительно в 19 км на северо-запад от города Ван. Остров простирается в длину с севера на юг и сужается с востока на запад
Во время отлива становится полуостровом (отсюда и его армянское название Ктуц — клюв). Армянский писатель Раффи писал о сходстве с клювом аиста. «Клювом» является длинная коса.
Впервые упоминается в Ашхарацуйце Ширакаци.
На острове располагается армянская пустынь Ктуц (ныне в руинах). Епархии пустыни принадлежали прибрежные поля. Кельи и жилые (гостевые) помещения пустыни, называемые «Дрси тунк», были расположены на берегу озера. Комплекс пустыни Ктуц был основан, согласно традиции, Григорием Просветителем. Была неоднократно заброшена и перестроена. Она окончательно опустела во время геноцида армян 1915 года. Ныне остров необитаем.

## Фотографии

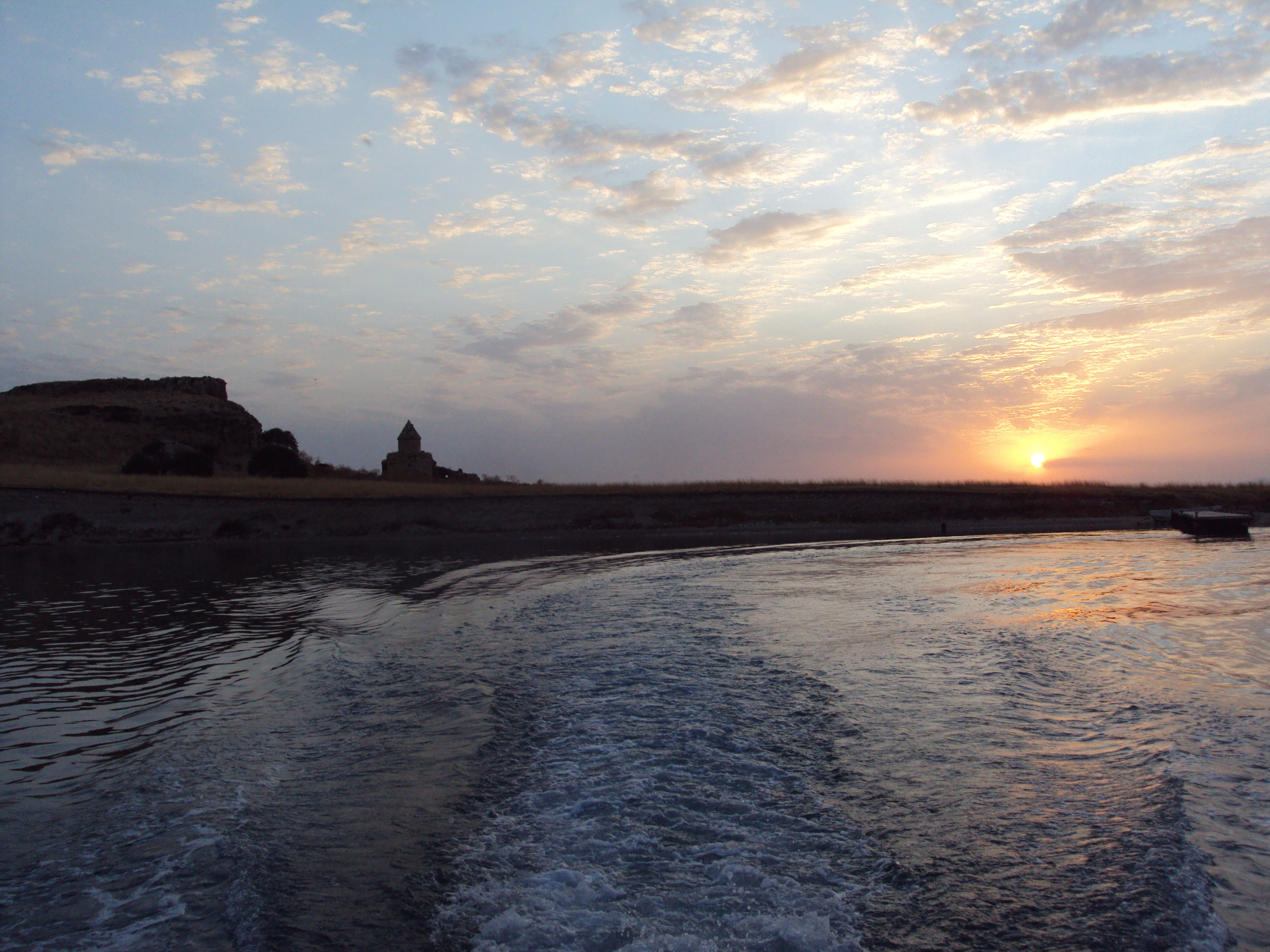
Вид на пустынь Ктуц с озера
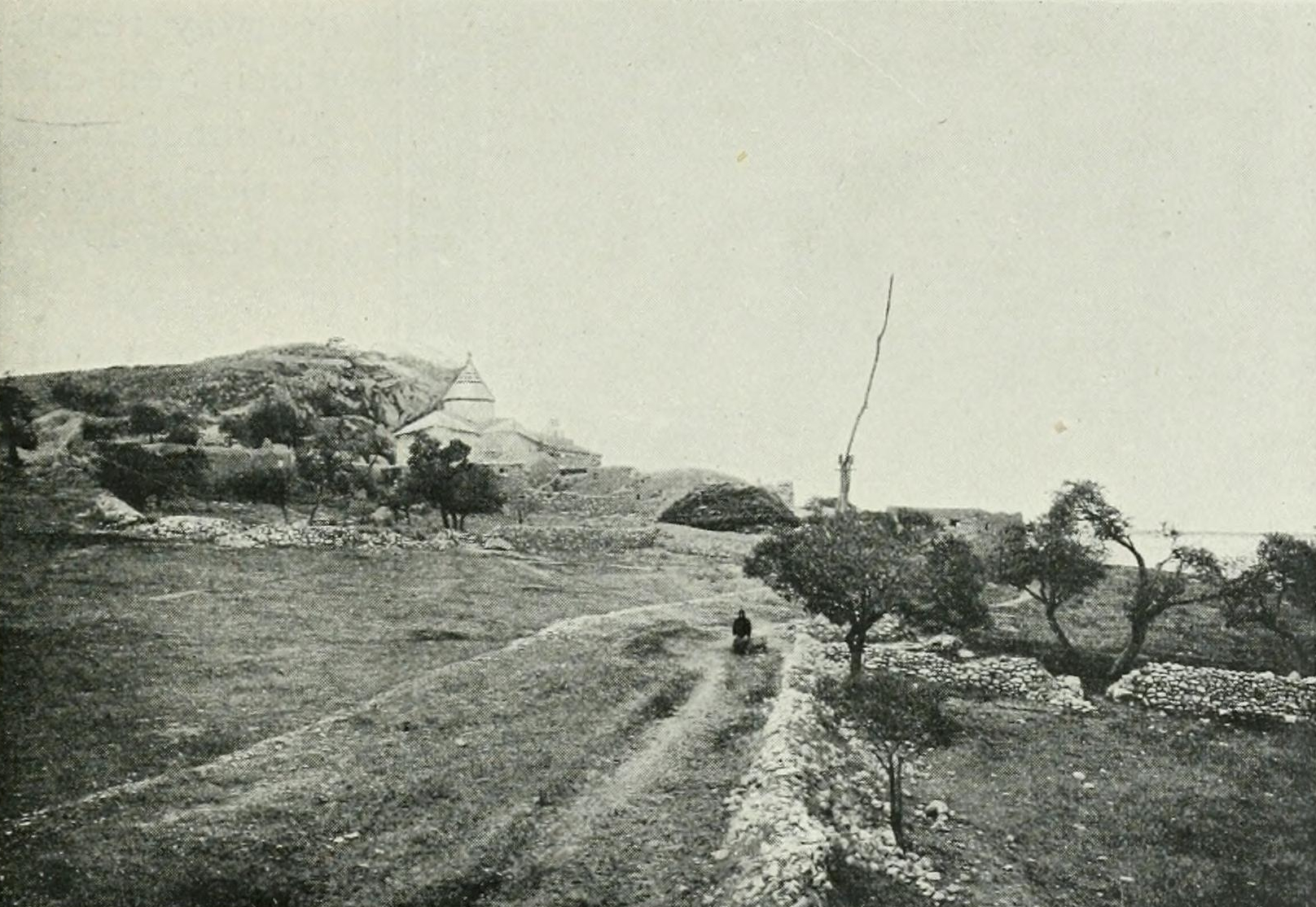
Монастырь Ктуц, 1901 г.
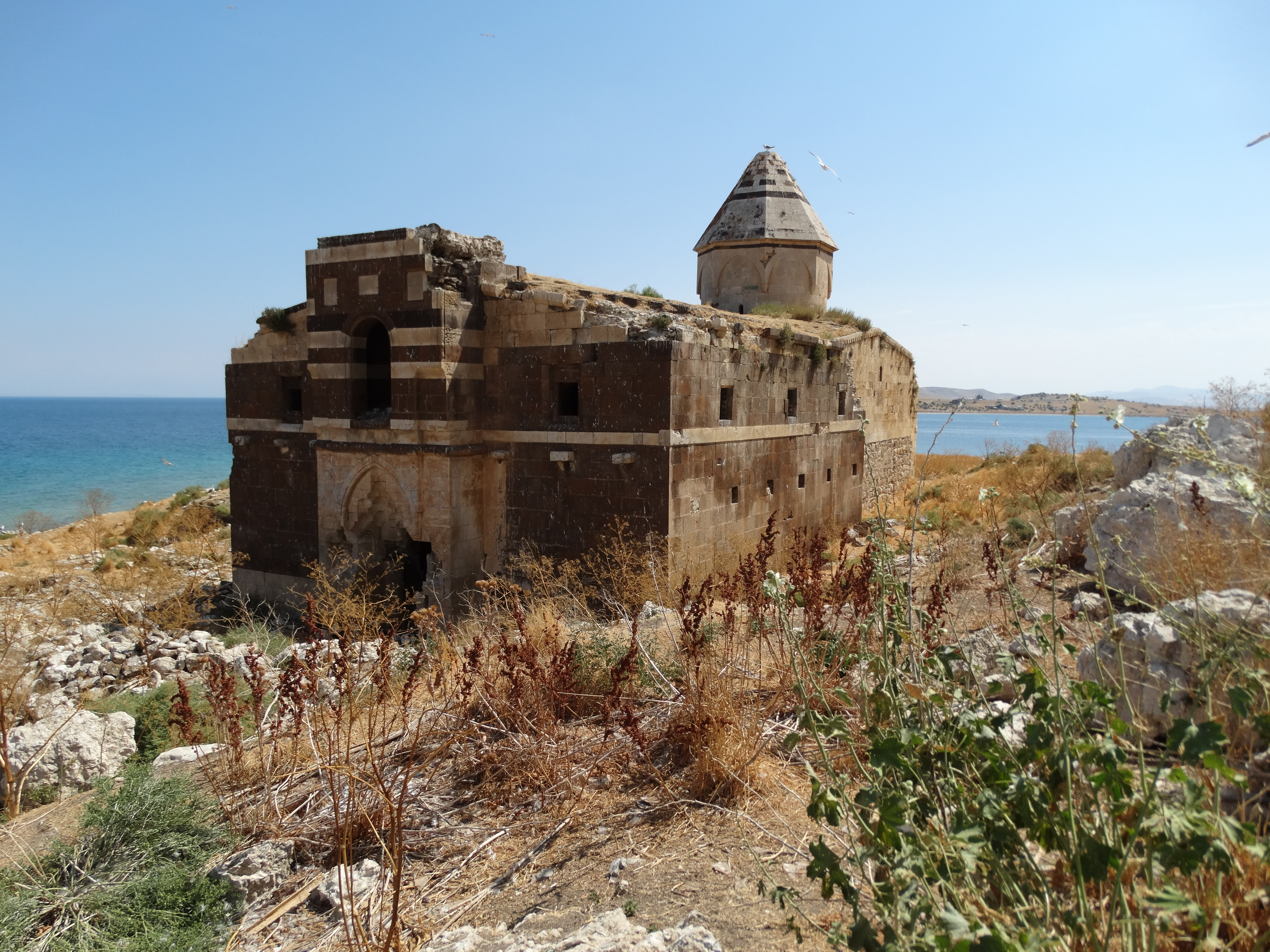
Монастырь Ктуц 2021г.

|  | Цифрами обозначены: 1. Стратовулкан Немрут-Даг, высотой 2948 м. На фотографии видно небольшое озеро, образовавшееся внутри восьмикилометрового кратера вулкана, и шестидесятикилометровый поток лавы, вытекавший строго на север (вверх по фотографии), который и привёл к образованию озера Ван. 2. Стратовулкан Сюпхан, высотой 4058 м. 3. Озеро Назик, на высоте 1876 м над уровнем моря. 4. Озеро Эрчек, на высоте 1890 м над уровнем моря. 5. Озеро Арын. 6. Остров Лим (Адир), на острове остатки армянского монастыря XVI века. 7. Остров Артер (Куш), на острове сохранилась армянская часовня. 8. Остров Ахтамар. На острове сохранилась армянская церковь Святого Креста (арм. Սուրբ Խաչ), построенная в начале X века н. э. 9. Остров Ичери-Чарпанак. |